# Евеліна Николова
Евеліна Георгієва Николова (болг. Евелина Георгиева Николова; нар. 18 січня 1993) — болгарська борчиня вільного стилю, бронзова призерка чемпіонату світу, срібна призерка чемпіонату Європи, бронзова призерка Європейських ігор.

## Життєпис
Боротьбою почала займатися з 2006 року. У 2013 році завоювала срібну медаль чемпіонату Європи серед юніорів. У 2015 році повторила цей результат на чемпіонаті Європи серед молоді.
Виступає за спортивний клуб «НСА-Академік» Софія. Тренери — Венчеслав Полісов, Рашо Маковєєв, Любомир Балабанов, Валерій Райчев.

## Спортивні результати на міжнародних змаганнях

### Виступи на Олімпіадах
| Змагання                    | Збірна   | Вагова категорія          | Місце  |
| --------------------------- | -------- | ------------------------- | ------ |
| Літні Олімпійські ігри 2020 | Болгарія | жіноча боротьба, до 57 кг | Бронза |

### Виступи на Чемпіонатах світу
| Змагання                        | Збірна   | Вагова категорія          | Місце  |
| ------------------------------- | -------- | ------------------------- | ------ |
| Чемпіонат світу з боротьби 2014 | Болгарія | жіноча боротьба, до 55 кг | 19     |
| Чемпіонат світу з боротьби 2015 | Болгарія | жіноча боротьба, до 55 кг | Бронза |
| Чемпіонат світу з боротьби 2019 | Болгарія | жіноча боротьба, до 53 кг | 24     |
| Чемпіонат світу з боротьби 2021 | Болгарія | жіноча боротьба, до 57 кг | 8      |
| Чемпіонат світу з боротьби 2022 | Болгарія | жіноча боротьба, до 57 кг | 18     |

### Виступи на Чемпіонатах Європи
| Змагання                         | Збірна   | Вагова категорія          | Місце  |
| -------------------------------- | -------- | ------------------------- | ------ |
| Чемпіонат Європи з боротьби 2014 | Болгарія | жіноча боротьба, до 53 кг | 8      |
| Чемпіонат Європи з боротьби 2016 | Болгарія | жіноча боротьба, до 55 кг | 9      |
| Чемпіонат Європи з боротьби 2018 | Болгарія | жіноча боротьба, до 55 кг | 5      |
| Чемпіонат Європи з боротьби 2019 | Болгарія | жіноча боротьба, до 55 кг | Срібло |
| Чемпіонат Європи з боротьби 2020 | Болгарія | жіноча боротьба, до 55 кг | 9      |
| Чемпіонат Європи з боротьби 2021 | Болгарія | жіноча боротьба, до 57 кг | Бронза |
| Чемпіонат Європи з боротьби 2022 | Болгарія | жіноча боротьба, до 57 кг | Срібло |
| Чемпіонат Європи з боротьби 2023 | Болгарія | жіноча боротьба, до 57 кг | Бронза |

### Виступи на Європейських іграх
| Змагання              | Збірна   | Вагова категорія          | Місце  |
| --------------------- | -------- | ------------------------- | ------ |
| Європейські ігри 2015 | Болгарія | жіноча боротьба, до 55 кг | Бронза |

### Виступи на Кубках світу
| Змагання                    | Збірна   | Вагова категорія          | Місце |
| --------------------------- | -------- | ------------------------- | ----- |
| Кубок світу з боротьби 2020 | Болгарія | жіноча боротьба, до 57 кг | 9     |

### Виступи на інших змаганнях
| Змагання                                                         | Збірна   | Вагова категорія          | Місце  |
| ---------------------------------------------------------------- | -------- | ------------------------- | ------ |
| Турнір Дана Колова — Николи Петрова 2013                         | Болгарія | жіноча боротьба, до 55 кг | 11     |
| Вогні Москви 2013                                                | Болгарія | жіноча боротьба, до 55 кг | Бронза |
| Турнір Дана Колова — Николи Петрова 2014                         | Болгарія | жіноча боротьба, до 55 кг | Срібло |
| Klippan Lady Open 2014                                           | Болгарія | жіноча боротьба, до 55 кг | 9      |
| Чемпіонат світу з боротьби серед студентів 2014                  | Болгарія | жіноча боротьба, до 55 кг | 5      |
| Відкритий чемпіонат Польщі з боротьби 2014                       | Болгарія | жіноча боротьба, до 55 кг | 5      |
| Вогні Москви 2014                                                | Болгарія | жіноча боротьба, до 55 кг | 6      |
| Міжнародний меморіал Дейва Шульца 2015                           | Болгарія | жіноча боротьба, до 55 кг | Бронза |
| Klippan Lady Open 2015                                           | Болгарія | жіноча боротьба, до 55 кг | Срібло |
| Турнір Дана Колова — Николи Петрова 2015                         | Болгарія | жіноча боротьба, до 55 кг | 8      |
| Відкритий чемпіонат Польщі з боротьби 2015                       | Болгарія | жіноча боротьба, до 55 кг | Бронза |
| Золотий Гран-прі з боротьби 2015                                 | Болгарія | жіноча боротьба, до 58 кг | 11     |
| Олімпійський кваліфікаційний турнір з боротьби 2016 (Стамбул)    | Болгарія | жіноча боротьба, до 53 кг | 11     |
| Відкритий чемпіонат Польщі з боротьби 2016                       | Болгарія | жіноча боротьба, до 58 кг | 5      |
| Гран-прі «Іван Яригін» 2017                                      | Болгарія | жіноча боротьба, до 55 кг | 17     |
| Турнір Дана Колова — Николи Петрова 2017                         | Болгарія | жіноча боротьба, до 55 кг | 5      |
| Турнір Дана Колова — Николи Петрова 2018                         | Болгарія | жіноча боротьба, до 57 кг | 7      |
| Турнір Дана Колова — Николи Петрова 2019                         | Болгарія | жіноча боротьба, до 57 кг | 23     |
| Меморіал Іона Корнеану і Ладислава Сімона 2019                   | Болгарія | жіноча боротьба, до 53 кг | Золото |
| Турнір Яшара Догу 2020                                           | Болгарія | жіноча боротьба, до 53 кг | 7      |
| Чемпіонат Болгарії з боротьби 2020                               | Болгарія | жіноча боротьба, до 57 кг | Золото |
| Кубок світу з боротьби 2020                                      | Болгарія | жіноча боротьба, до 57 кг | 9      |
| Турнір Маттео Пелліконе 2020                                     | Болгарія | жіноча боротьба, до 57 кг | 7      |
| Європейський олімпійський кваліфікаційний турнір з боротьби 2021 | Болгарія | жіноча боротьба, до 57 кг | Золото |
| Турнір Яшара Догу 2021                                           | Болгарія | жіноча боротьба, до 57 кг | Золото |
| Турнір Дана Колова — Николи Петрова 2022                         | Болгарія | жіноча боротьба, до 57 кг | Золото |
| Турнір Яшара Догу 2022                                           | Болгарія | жіноча боротьба, до 57 кг | Золото |
| Гран-прі Іспанії з боротьби 2022                                 | Болгарія | жіноча боротьба, до 57 кг | Бронза |
| Турнір Ібрагіма Мустафи 2023                                     | Болгарія | жіноча боротьба, до 57 кг | 5      |
| Турнір Дана Колова — Николи Петрова 2023                         | Болгарія | жіноча боротьба, до 57 кг | Бронза |

### Виступи на змаганнях молодших вікових груп
| Змагання                                       | Збірна   | Вагова категорія          | Місце  |
| ---------------------------------------------- | -------- | ------------------------- | ------ |
| Чемпіонат світу з боротьби серед юніорів 2011  | Болгарія | жіноча боротьба, до 67 кг | 17     |
| Чемпіонат Європи з боротьби серед юніорів 2013 | Болгарія | жіноча боротьба, до 55 кг | Срібло |
| Чемпіонат світу з боротьби серед юніорів 2013  | Болгарія | жіноча боротьба, до 55 кг | 8      |
| Чемпіонат Європи з боротьби серед молоді 2015  | Болгарія | жіноча боротьба, до 55 кг | Срібло |
| Чемпіонат Європи з боротьби серед молоді 2016  | Болгарія | жіноча боротьба, до 58 кг | 7      |